# Bank für Handel und Industrie (Darmstadt)

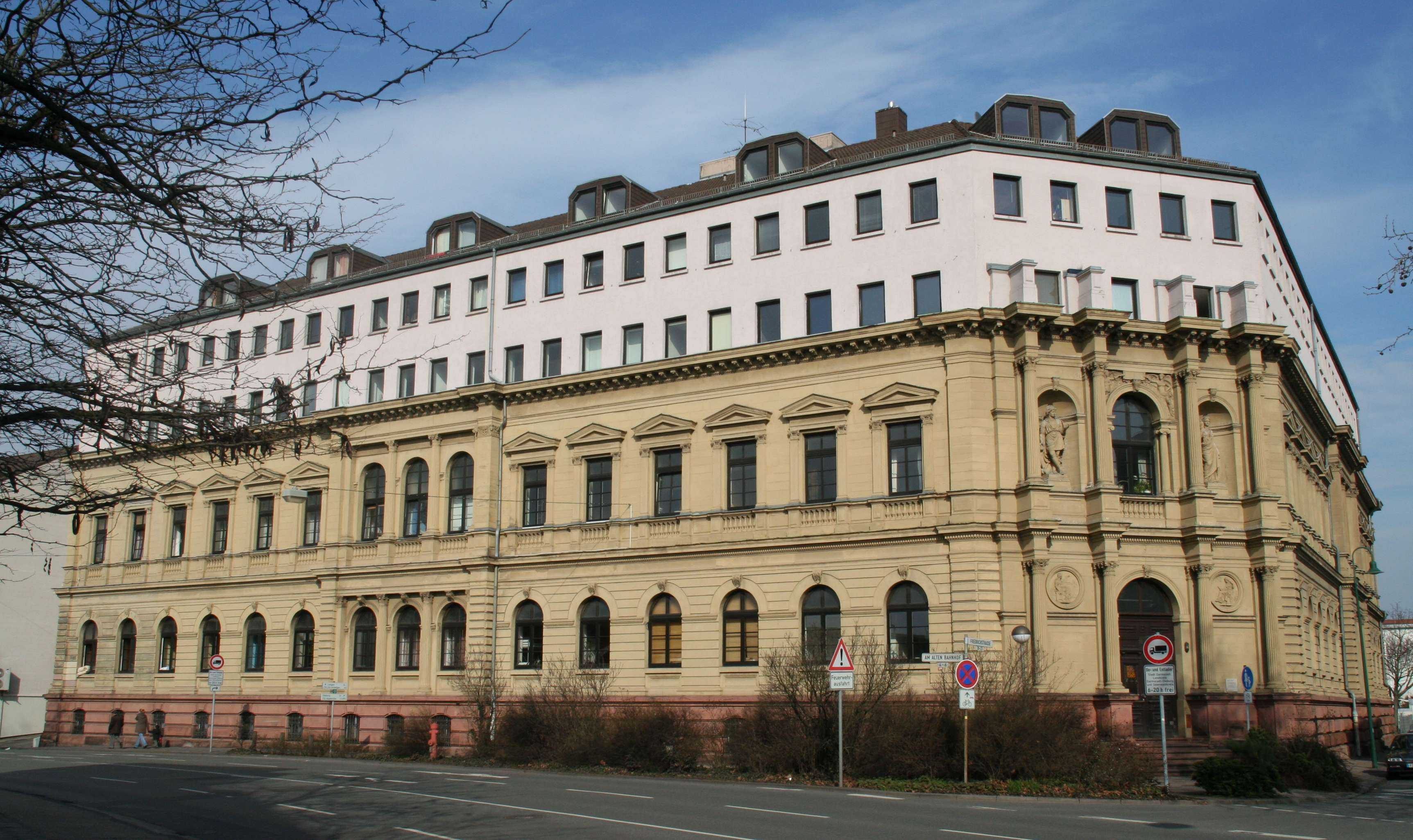
Ehemaliges Bankhaus der Darmstädter Bank in Darmstadt

Die Bank für Handel und Industrie mit Gründungssitz in Darmstadt (daher meistens Darmstädter Bank genannt) war ein deutsches Kreditinstitut.

## Geschichte
Die Bank für Handel und Industrie wurde als Aktiengesellschaft von Gustav von Mevissen, Moritz von Haber sowie Simon und Abraham Oppenheim nach dem Vorbild der französischen Bank Société Générale du Crédit Mobilier in Darmstadt gegründet. Sie erhielt am 2. April 1853 die Konzession für das Bankgeschäft. Auf das Grundkapital dieser neuen Bank von 25 Millionen Gulden wurden sofort 106 Millionen Gulden gezeichnet, eine mehr als vierfache Überzeichnung. Die Aktien der Darmstädter Bank wurden am 25. April 1853 an der Frankfurter Börse eingeführt.
Die Darmstädter Bank war das zweite als Universalbank ausgerichtete Kreditinstitut auf Aktienbasis nach dem A. Schaaffhausen’schen Bankverein. Neben der Annahme von Depositen, waren die wichtigsten Geschäftszweige der Bank die Emission von Staatsanleihen und die Kreditvergabe an die Industrie. Dabei war die Darmstädter Bank insbesondere im Bereich der Eisenbahnfinanzierung führend. Hierzu zählten u. a.:
- Essener Straßenbahn
- Bahnstrecke Worms–Grünstadt
- Bahnstrecke Zell im Wiesental–Todtnau

Darüber hinaus beteiligte sich die Darmstädter Bank an dem Aufbau und der Finanzierung von Eisenbahnunternehmen, die ganze Netze betrieben. Dazu zählten u. a.:
- Hessische Ludwigsbahn
- Süddeutsche Eisenbahn-Gesellschaft
- Friedländer Bezirksbahnen

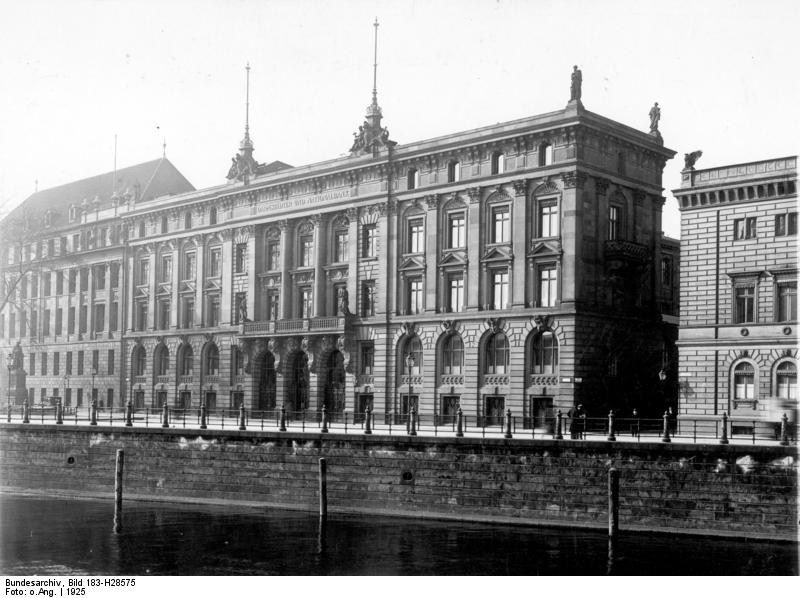
Hauptverwaltung Schinkelplatz 1

Nach der Deutschen Reichsgründung 1871, verlegte die Darmstädter Bank im folgenden Jahr ihre Hauptverwaltung von Darmstadt nach Berlin-Friedrichswerder, an den Schinkelplatz 3, später 1–4. Der juristische Sitz der Bank verblieb aber in Darmstadt.
Durch Interessengemeinschaften mit anderen deutschen Banken sollte der Einfluss der Darmstädter Bank auch auf Regionen ausgedehnt werden, in denen die Bank nicht vertreten war. Dies geschah 1902 mit der „Breslauer Disconto-Bank“ in Breslau und der „Ostbank für Handel und Gewerbe“ in Posen.
Die Darmstädter Bank erweiterte ihr Geschäftsgebiet aber auch, indem sie Filialen in Frankfurt am Main (1864), in Berlin (1871) und nach der Jahrhundertwende in Stettin (1900) und Hannover (1901) eröffnete. 1910 wurden zudem Filialen in Düsseldorf, München und Nürnberg eingerichtet. Auch während der Inflationsjahre 1918 bis 1922 eröffnete die Darmstädter Bank zahlreiche neue Filialen in ganz Deutschland.

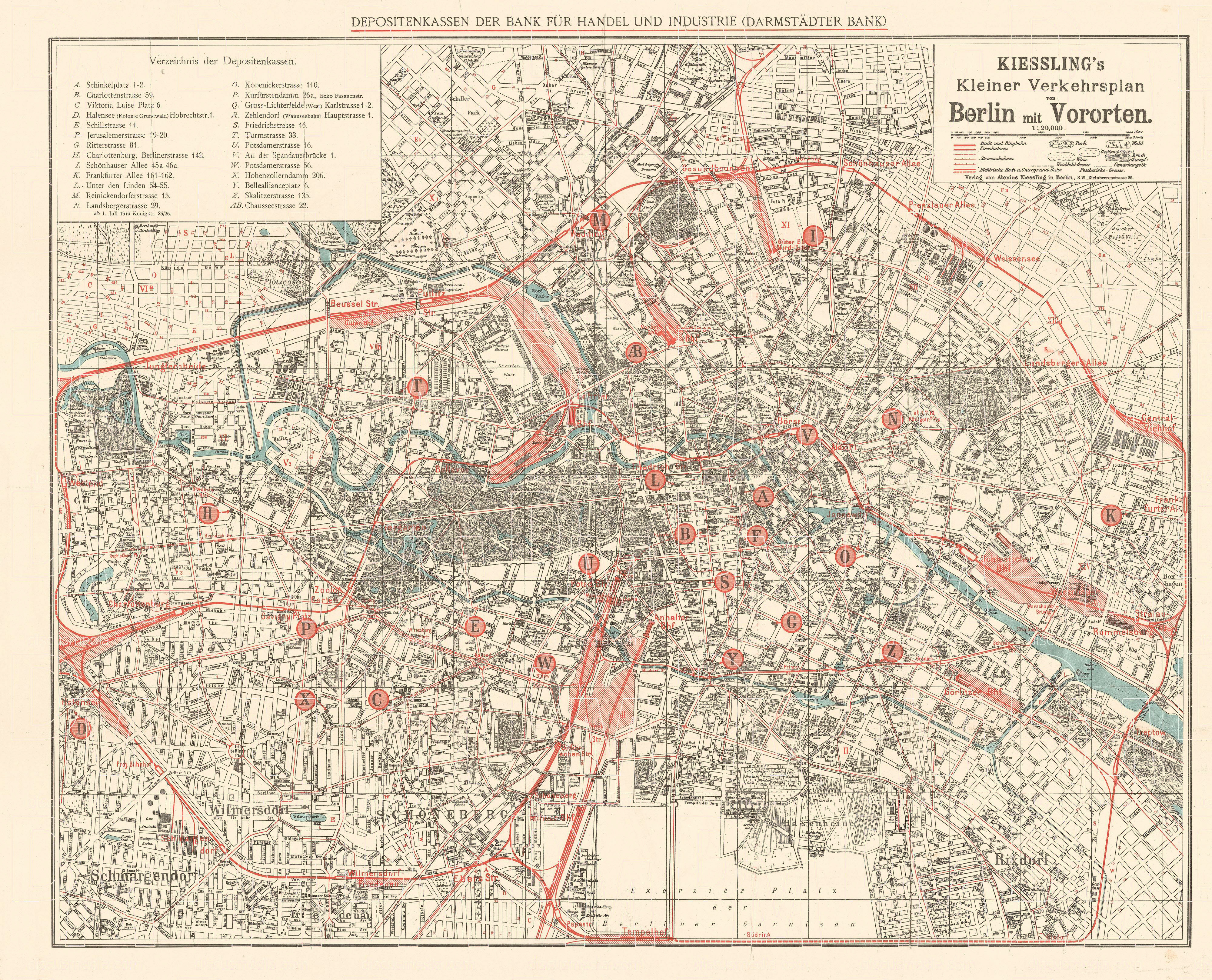
Berlin Plan von 1910, mit Verzeichnis der Depositenkassen der Darmstädter Bank

Zusätzlich expandierte die Darmstädter Bank durch Übernahmen:
- 1900 das Bankhaus „Gustav Maier & Co.“ in Frankfurt am Main;
- 1902 die „Bank für Süddeutschland“ in Darmstadt (war eine Privatnotenbank; ihre Konzession war wie die der Bank für Handel und Industrie 1853 beantragt waren; zudem war das Direktion beider Banken identisch);
- 1905 das Bankhäuser „Philipp Nikolaus Schmidt“ in Frankfurt am Main
- 1905 das Bankhaus „Robert Warschauer & Co.“ in Berlin;
- 1913 die „Breslauer Disconto-Bank“ mit insgesamt 19 Filialen.

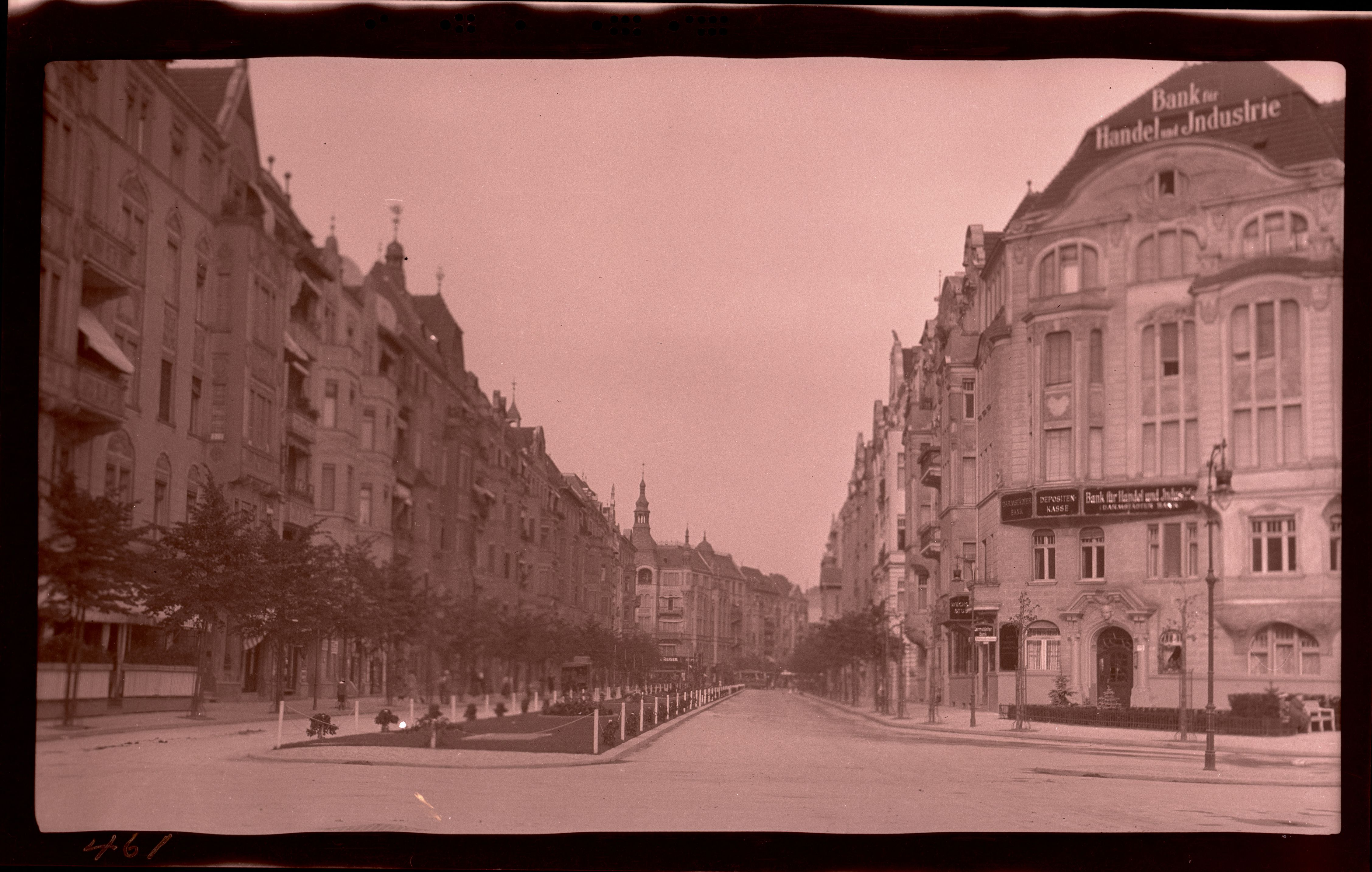
Depositkasse Nr. X in Berlin am Hohenzollernplatz, 1913

Zur Ausweitung ihres Auslandsgeschäftes beteiligte sich die Darmstädter Bank federführend an der Gründung von Banken im Ausland:
- „Amsterdamsche Bank“ (1871);
- „Banca Commerciale Italiana“ (1894);
- „Wiener Merkur“ (1902).

Zusammen mit der „Berliner Handels-Gesellschaft“ und der „Pester Ungarischen Commercialbank“, reorganisierte die Darmstädter Bank 1904/1905 die „Banca Marmorosch, Blank & Co.“ in Bukarest als Aktiengesellschaft.
Am Finanzplatz London vertrat das Bankhaus „S. Janet & Co.“ die Interessen der Darmstädter Bank. In New York tat dies die Bank „L. Hallgarten & Co.“.
Die Darmstädter Bank schloss sich im Juli 1922 mit der Nationalbank für Deutschland zur Darmstädter und Nationalbank zusammen.

## Vorstandsmitglieder (Auswahl)
- Siegmund Bodenheimer
- Bernhard Dernburg
- Georg von Simson